# بهاراتپور، راجستان
بهاراتپور شهری است در ایالت راجستان هند. این شهر در ۱۸۰ کیلومتری جنوب پایتخت هند، دهلی نو، واقع شده‌است. فاصله بهاراتپور از جیپور (مرکز راجستان) ۱۷۸ کیلومتر است.
بهاراتپور مرکز اداری بخش بهاراتپور در ایالت راجستان است. بهاراتپور بخشی از منطقه پایتخت ملی هند نیز به‌شمار می‌آید. این شهر در قدیم مرکز ایالت بهاراتپور بود اما در سال ۲۰۱۴ به یک بخش با ۶۵ دهستان تبدیل شد.

## نمایشگاه‌ها و جشنواره‌ها
- جشنواره براج هولی
- نمایشگاه و نمایشگاه جاسوانت در دوسهره
- نمایشگاه و نمایشگاه نومایش

## جاذبه‌های گردشگری
- پارک ملی کلادو
- قلعه لوهاگر
- کاخ دیگ
- بایانا
- گانگا ماندیر
- معبد بانکه بیهاری
- کیشوری محل
- لاکسمن ماندیر

## جمعیت‌شناسی
|  |  |  |  |  |